# SC Pfullendorf
El SC Pfullendorf es un equipo de fútbol de Alemania que juega en la Oberliga Baden-Württemberg, la quinta liga de fútbol más importante del país.

## Historia
Fue fundado el 2 de agosto de 1919 en la ciudad de Pfullendorf como parte del equipo de gimnasia TV Pfullendorf, siendo un club deportivo con secciones en ajedrez, tenis de mesa y otros deportes invernales. Cuenta con más de 700 miembros afiliados.
Se declararon un equipo independiente en 1921 y en 1924 cambiaron su nombre por el nombre actual, el cual fue registrado oficialmente el 24 de febrero de 1924. 
Al terminar la Segunda Guerra Mundial cambiaron su nombre por el de SV Pfullendorf, usando ese nombre en 8 partidos de la temporada 1945/46. El equipo fue desaparecido, pero pronto retornó como FC Pfullendorf el 21 de septiembre de 1946, reclamando el nombre SC Pfullendorf el 23 de junio de 1950.
Entre las décadas de 1950 a 1970 estuvo vagando entre el cuarto y quinto nivel hasta que llegaron a la Amateurliga Südbaden (II) en 1976, donde dos años más tarde hizo su debut en la Copa de Alemania, siendo eliminados en la Primera Ronda por el FC Homburg.
Jugaron en el tercer nivel entre 1976 y 1994, estando por mucho tiempo en la parte baja de la tabla, donde su mejor posición fue quinto en 1993 en la Oberliga Baden-Würtemberg (III). En ese periodo apareció en otras 3 ocasiones en la Copa de Alemania: en 1981 fue eliminado en la Segunda Ronda por el SV Siegburg 0-2, en 1984 fueron eliminados en Primera Ronda por el Eintracht Braunschweig 0-7 y en 1991 ante el MSV Duisburg.
Los noventa fueron una década difícil para el clubdonde estuvieron por debajo del cuarto nivel, la que llegaron en 1998 a la Regionalliga Süd, donde dos años más tarde estuvieron cerca del ascenso, pero fueron derrotados en el Play-Off en manos del Union Berlin.
Al año siguiente descendieron a la Oberliga Bader-Würtemberg (IV) tras quedar en el lugar 17 y jugaron su quinta Copa de Alemania, en la que fueron eliminados por el SC Freiburg en la Primera Ronda.
En el año 2006 dieron una sorpresa en la Copa de Alemania, donde eliminaron en Primera Ronda al equipo de Bundesliga Arminia Bielefeld 2-1 el 10 de septiembre, siendo la primera ocasión en la que derrotaron a un equipo profesional, pero en octubre fueron eliminados en la siguiente ronda por el Kickers Offenbach

## Estadio
El SC Pfullendorf juega en el Waldstadion an der Kasernenstraße, con capacidad para 10,000 espectadores. En años recientes, por razones de patrocinio actualmente se le conoce como Geberit-Arena.

## Palmarés
- Oberliga Baden-Württemberg: 1

2002
- Verbandsliga Südbaden: 5

1980, 1982, 1988, 1990, 1995
- South Baden Cup: 5

1983, 1990, 2006, 2008, 2010

## Temporadas recientes
Estas son las temporadas del club desde 1999:
| Temporada | Liga                       | División | Posición |
| 1999–2000 | Regionalliga Süd           | III      | 2º       |
| 2000–01   | Regionalliga Süd           | III      | 17º ↓    |
| 2001–02   | Oberliga Baden-Württemberg | IV       | 1º ↑     |
| 2002–03   | Regionalliga Süd           | III      | 11º      |
| 2003–04   | Regionalliga Süd           | III      | 10º      |
| 2004–05   | Regionalliga Süd           | III      | 16º      |
| 2005–06   | Regionalliga Süd           | III      | 14º      |
| 2006–07   | Regionalliga Süd           | III      | 7º       |
| 2007–08   | Regionalliga Süd           | III      | 17º      |
| 2008–09   | Regionalliga Süd           | IV       | 8º       |
| 2009–10   | Regionalliga Süd           | IV       | 13º      |
| 2010–11   | Regionalliga Süd           | IV       | 9º       |
| 2011–12   | Regionalliga Süd           | IV       | 16º      |
| 2012–13   | Regionalliga Südwest       | IV       | 13º      |
| 2013–14   | Regionalliga Südwest       | IV       | 18º ↓    |
| 2014–15   | Oberliga Baden-Württemberg | V        |          |

- Con la introducción de las Regionalligas en 1994 y de la 3. Liga en el 2008 como el nuevo tercer nivel por detrás de la 2. Bundesliga, todas las ligas bajaron un nivel. En el 2012, las Regionalligas pasaron de 3 a 5 con todos los equipos de la Regionalliga Süd excepto los de Baviera entrando a la nueva Regionalliga Südwest.

## Jugadores

### Jugadores destacados
- Leandro Grech